# Arctolamia villosa
Arctolamia villosa är en skalbaggsart som beskrevs av Raffaello Gestro 1888. Arctolamia villosa ingår i släktet Arctolamia och familjen långhorningar.
Artens utbredningsområde är Burma. Inga underarter finns listade.